# Caleb Santos Jordão Rocha Carvalho
Caleb Santos Jordão Rocha Carvalho, hay Caleb (sinh ngày 9 tháng 11 năm 1992) là một cầu thủ bóng đá người Brasil thi đấu cho Fátima.

## Sự nghiệp câu lạc bộ
Anh ra mắt chuyên nghiệp tại Campeonato Brasileiro Série A cho América Mineiro vào ngày 23 tháng 7 năm 2011 trong trận đấu trước Figueirense.